# Hipertensión renovascular
La hipertensión renovascular o simplemente hipertensión renal es un síndrome que consiste en una hipertensión arterial causada por la disminución del diámetro de las arterias que vascularizan los riñones (estenosis de la arteria renal). Es una forma de hipertensión secundaria, en la que se conoce la causa que la produce.

## Etiología
La causa más frecuente de la hipertensión renal es la ateroesclerosis seguido por displasias fibromusculares obliterando la vasculatura extra o intrarenal. La oclusión debe ser suficiente para limitar el flujo glomerular como para activar los mecanismos que elevan la presión arterial a los niveles y duración característicos de la hipertensión renovascular.

## Epidemiología
La hipertensión renovascular es una forma de hipertensión arterial secundaria, potencialmente tratable, ocurriendo con una incidencia aproximada entre el 1% y 5% de los casos de hipertensión moderada y entre 10% y 45% de los casos de hipertensión severa. Por lo general, los pacientes no tienen historia de hipertensión familiar, es menos común en la raza negra y comienza antes de los 30 y después de los 50 años de edad.

## Diagnóstico
El objetivo principal, una vez que se sospecha una hipertensión por oclusión arterial renal es el poder visualizar la obstrucción por medio del cálculo de la velocidad del flujo sanguíneo por la arteria diana, con ultrasonido bidimensional y las técnicas de doppler renal.

## Tratamiento
El tratamiento de preferencia es eliminar la obstrucción arterial causante de las manifestaciones clínicas, un procedimiento llamado catéteres de angioplastia por balón, permitiendo la revascularización renal, especialmente si la estenosis es mayor a 70%.